# Slåttjärnen (Ytterhogdals socken, Hälsingland, 690203-145806)
Slåttjärnen är en sjö i Härjedalens kommun i Hälsingland och ingår i Ljusnans huvudavrinningsområde. Sjön har en area på 0,052 kvadratkilometer och ligger 291,3 meter över havet.

## Delavrinningsområde
Slåttjärnen ingår i det delavrinningsområde (690300-145958) som SMHI kallar för Utloppet av Storvattnet. Medelhöjden är 331 meter över havet och ytan är 21,61 kvadratkilometer. Det finns ett avrinningsområde uppströms, och räknas det in blir den ackumulerade arean 34,3 kvadratkilometer. Ölån som avvattnar avrinningsområdet har biflödesordning 3, vilket innebär att vattnet flödar genom totalt 3 vattendrag innan det når havet efter 209 kilometer. Avrinningsområdet består mestadels av skog (73 procent). Avrinningsområdet har 2,05 kvadratkilometer vattenytor vilket ger det en sjöprocent på 9,5 procent.